# État d'Alwar
1771–1948
Entités précédentes :
- Raj britannique

Entités suivantes :
- Inde

L'Alwar est un ancien État princier des Indes, aujourd'hui au Rajasthan.

## Histoire

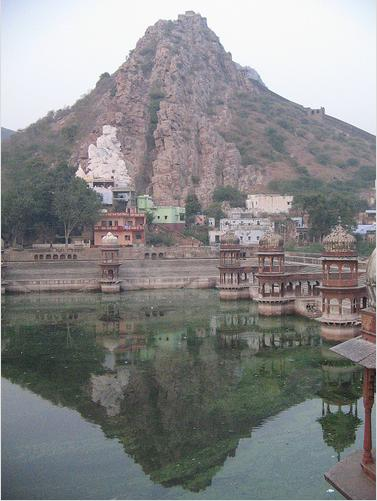
Vue d'Alwar.

L'Alwar était, avant sa création, une partie de l'État de Jaipur. L'Alwar est fondée par Pratap Singh (1740-1791), un rajput d'une ancienne lignée, raja de Macheri qui reçoit les titres de Rao Raja et Panch Hazari Mansab de l'empereur moghol Shah Alam II.
Le territoire est étendu par son fils adoptif Bakhtawar Singh. Ce dernier s'allie aux Britanniques contre les Marathes, et en 1803, après la bataille de Laswari du 1er novembre, signe un traité d'alliance défensive et offensive avec le gouvernement britannique.
Quelques années plus tard, à la suite de son intervention armée à Jaipur, un nouveau traité est signé lui interdisant toute ingérence dans la politique des autres principautés sans l'accord des Britanniques.
Au cours de la révolte des Cipayes, en 1857, le raja Banni Singh envoie une force composée de musulmans et de Rajputs pour relever la garnison britannique d'Agra, mais les musulmans désertèrent et les Rajputs sont défaits par les mutins.
L'État princier d'Alwar subsiste jusqu'en 1948, date à laquelle il est intégré à l'État du Matsya puis du Rajasthan en 1949.

## Liste des rao rajas puis maharajas
- Rao Raja
  - 1775 - 1791 : Pratap Singh (en) (1740-1791)
  - 1791 - 1815 : Bakhtawar Singh (1779-1815)
  - 1815 - 1826 : Banni Singh (+1845)
  - 1815 - 1857 : Balvant Singh (1806-1857), conjointement avec Banni Singh
  - 1857 - 1874 : Sheodan Singh (1845-1874)
  - 1874 - 1889 : Mangal Singh (en) (1859-1892)
- Maharaja
  - 1889 - 1892 : Mangal Singh (en)
  - 1892 - 1937 : Jai Singh (en) (1882-1937)
  - 1937 - 1948 : Tej Singh (en) (1911-2009)

## Chef de la maison royale d'Alwar
- 1948 - 2009 : Tej Singh (en)
- 2009 - : Jitendra Pratap Singh (en), né en 1971